# Чыдым, Дангыт Иргитович
Чыдым Дангыт Иргитович (15 января 1948 — 15 декабря 2017) — тувинский прозаик, переводчик , журналист, заслуженный работник Республики Тыва (2003), членСоюза журналистов России

## Биография
Родился 15 января 1948 года в селе Мугур-Аксы Монгун-Тайгинского района Тувинской автономной области. Окончил среднюю школу в с. Мугур-Аксы Монгун-Тайгинского района, филологический факультет КГПИ (1981), Высшую партийную школу в г. Новосибирске (1990).
Работал корреспондентом газеты «Тыванын аныяктары», комсомольским секретарем колхоза «Моген-Бурен» Монгун-Тайгинского района, бухгалтером комхоза в Мугур-Аксы, переводчиком, корреспондентом, заведующим отделом, заместителем редактора республиканской общественно-политической газеты «Шын», начальником секретариата Верховного Совета Республики Тыва, заместителем министра Министерства печати, председателем Комитета печати и информации, директором Госархива Республики Тыва, председателем государственной Архивной службы Республики Тыва (1997—2005), руководителем Архивного агентства Республики Тыва (2005—2007).

## Творчество
В 1966 г. дебютировал с рассказом «Ынакшыл-дыр» («Это любовь»). В 1982 выпустил сборник повестей «Радость друзей». Переводил на тувинский язык сонеты В. Шекспира, рассказы Н. Гоголя, произведения Владимира Высоцкого: «Балладу о Любви», «Смех, веселье, радость…», «Подымайте руки, в урны суйте…», «Слухи по России верховодят…», «Жизни после смерти нет…», произведения многих алтайских писателей. В его переводе издан роман Д. Медведева «В лесах под Ровно».
Член Союза журналистов России (1976). Член Союза писателей Республики Тыва (1999). Член Центрального Совета Российского общества историков-архивистов (2002).

### Основные публикации
Чыдым, Д.И. Радость друзей: Маленькие повести. [Для ст. и сред. школ. возраста] / Дангыт Чыдым; [Худож. М. М. Чооду]. — Кызыл: Тувин. кн. изд-во, 1982. — 65 с.

### Переводы
Книга жалоб: Сб. [сатир. и юморист. рассказов / Пер. с рус. Д. Чыдым и др.]. — Кызыл: Тувин. кн. изд-во, 1983. — 163 с
Медведев, Дмитрий Николаевич. В лесах под Ровно: Воспоминания командира партиз. отряда: [Роман] / Дмитрий Медведев; [Пер. Д. И. Чыдыма; Худож. Чооду М.]. — Кызыл: Тувин. кн. изд-во, 1995. — 153,[2] с.
Алтай тоожулар. — Кызыл: Тувинское книжное издательство, 1981. — 340 с.
Владимир Высоцкий «Баллада о Любви»
Владимир Высоцкий «Смех, веселье, радость…»
Владимир Высоцкий «Подымайте руки, в урны суйте…»
Владимир Высоцкий «Слухи по России верховодят…»
Владимир Высоцкий «Жизни после смерти нет…».

## Награды и звания
Отличник печати СССР (1987),
Заслуженный работник Республики Тыва (2003),
Ветеран труда (2002).
Медаль Республики Тыва к 60-летию Тувы (2004).
Медаль Республики Тыва «За доблестный труд» (2014).